# Dobór naturalny
Dobór naturalny (selekcja naturalna) – jeden z mechanizmów ewolucji biologicznej, prowadzący do ukierunkowanych zmian w populacji zwiększających ich przeciętne przystosowanie, czyli adaptację do warunków środowiskowych, poza okresem wymierania.
Miarą sukcesu w doborze naturalnym jest dostosowanie (ang. fitness); można je rozpatrywać na poziomie osobników lub poszczególnych genów. Organizmy posiadające korzystne cechy mają większą szansę na przeżycie i rozmnażanie, co prowadzi do zwiększania częstości występowania korzystnych genów w populacji.
Pojęcie doboru naturalnego na określenie głównego mechanizmu, prowadzącego do kierunkowych zmian w procesie ewolucji, zostało zaproponowane przez Karola Darwina i Alfreda R. Wallace’a.

## Stabilność populacji
W każdym pokoleniu powstaje znacznie więcej organizmów potomnych, niż liczy pokolenie rodzicielskie. Obserwacje wykazały, że liczebność większości populacji pozostaje na stałym poziomie lub ulega oscylacjom wokół pewnej średniej. Zestawienie tych dwóch faktów prowadzi do wniosku, że w naturze ogromna większość osobników potomnych nigdy nie osiąga sukcesu reprodukcyjnego. Młode mogą zostać zjedzone przez organizmy z następnego ogniwa łańcucha pokarmowego, padając jednocześnie ofiarą:
- fizycznych warunków środowiska (np. zimna, suszy);
- chorób i pasożytów;
- konkurencji o ograniczone zasoby środowiska (walka o byt).

Pomiędzy różnymi czynnikami negatywnymi występuje zjawisko dodatniego sprzężenia zwrotnego. Dla przykładu mała zdolność odnajdywania pokarmu ogranicza rozwój organizmu, który staje się bardziej podatny na choroby pogarszające jego stan. Osłabiony i chory osobnik staje się łatwym łupem drapieżników.

## Różnorodność w populacji

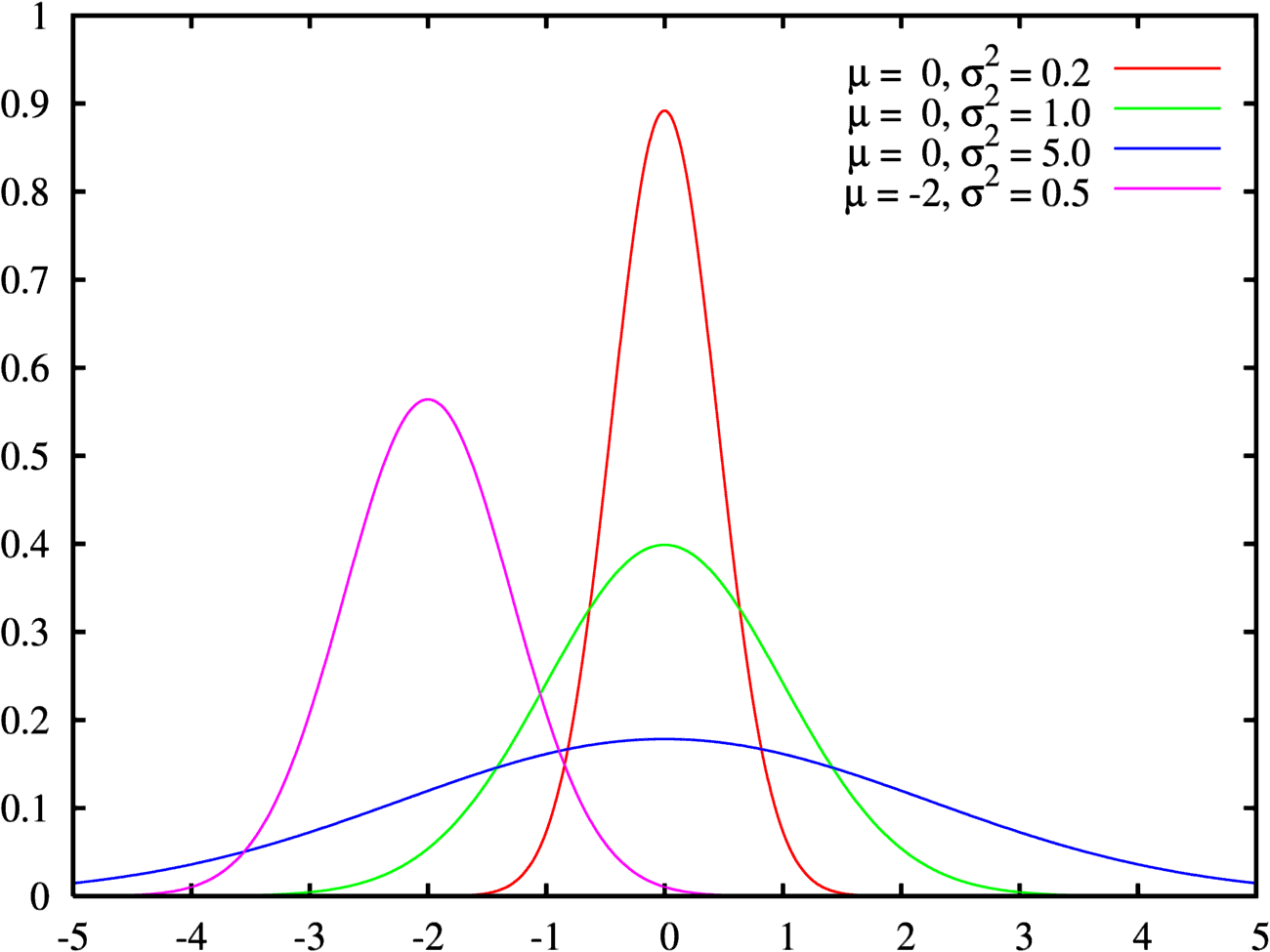
Rozkład normalny – oś x to intensywność cechy, oś y to część populacji. 4 funkcje mogą odpowiadać czterem blisko spokrewnionym taksonom. W dużych populacjach w każdym pokoleniu pojawiają się mutacje każdego genu. Gdyby mutacje były obojętne, to widoczne na wykresie "dzwony" uległyby spłaszczeniu.

Szanse przeżycia i wydania potomstwa nie są równe, ponieważ osobniki w obrębie populacji cechuje zmienność genetyczna. Różne warianty genów nazywane allelami, powodują powstawanie odmienności. Dodatkową siłą wzmacniającą zróżnicowanie populacji jest dodawanie się wpływów różnych genów, które można obserwować poprzez pomiary cech ilościowych (wzrost, ciężar itp.). Dla stabilnych populacji rozkład intensywności cech ilościowych jest normalny. Oprócz genów na cechy organizmu mają wpływ również czynniki środowiskowe. Mogą to być zjawiska o charakterze fizycznym, takie jak klimat, czy warunki geograficzne itp. Duże znaczenia mają też oddziaływania ze strony drapieżników, pasożytów, konkurentów o pokarm itp. Wpływ środowiska powoduje zwykle zwiększanie szerokości na wykresie rozkładu intensywności cech ilościowych.

## Rodzaje doboru
Rodzaj doboru ze względu na kierunkowość:
- dobór stabilizujący – eliminuje osobniki o skrajnej intensywności cech, zwężając "dzwon" tym bardziej im stabilniejsze jest środowisko
- dobór kierunkowy – eliminuje osobniki o skrajnie małej lub dużej intensywności cech, powodując przesunięcie "dzwonu" w prawo lub lewo – dobór "popycha" dzwon na wykresie
- dobór różnicujący – eliminuje osobniki o umiarkowanej intensywności cech, powodując przekształcenie wykresu z dzwono kształtnego, poprzez M-kształtny, w dwa osobne "dzwony". Odpowiada to powstaniu dwóch nowych odmian/podgatunków lub gatunków w zależności od liczby badanych cech
- dobór apostatyczny („faworyzujący odstępców”)[a] - faworyzuje osobniki o cechach całkowicie odbiegających od reszty, jest niemożliwy do przedstawienia na wykresie. Przykładem są białka układu odpornościowego oraz białka na powierzchni ciał pasożytów.

## Historia
Pierwszy istnienie doboru naturalnego zauważył Epikur (341-270 p.n.e.). Niezależnie od niego koncepcje doboru naturalnego sformułował i wprowadził do biologii Charles Darwin, niektóre źródła wskazują na jego dziadka Erazma Darwina, inne na kreacjonistę Edwarda Blytha (1835).

## Dowody

### Ćmy
Jedną z pierwszych obserwacji działania doboru naturalnego w przyrodzie były prace H.B.D. Kettlewella nad rozprzestrzenianiem się melanistycznych form w populacjach ćmy krępaka nabrzozaka (Biston betularia) na obszarach zanieczyszczonych przemysłowo w Anglii. Kettlewell udokumentował m.in., że ciemne ubarwienie formy melanistycznej jest dziedziczne (konieczny warunek dla ewolucji – patrz pierwsze założenie TE) oraz że forma melanistyczna jest mniej narażona na ataki ze strony ptaków w obszarach zmienionych przemysłowo, gdzie zaniknęła pokrywa porostowa na drzewach (warunek konieczny dla doboru naturalnego). Wielokrotnie podnoszono zastrzeżenia co do szczegółów metodologicznych badań Kettlewella, lecz późniejsze i bardziej dokładne eksperymenty potwierdziły jego wnioski bez wyjątku.

### Zięby Darwina
Inną klasyczną dokumentacją zachodzącego w naturze doboru naturalnego są wyniki badań nad ewolucją zięb Darwina na wysepce Daphne Major należącej do archipelagu Galapagos prowadzonych przez Petera i Rosemary Grantów.

### Inne
Proces doboru obserwowany był wielokrotnie w kontrolowanych eksperymentach laboratoryjnych. Klasyczne badania w tym kierunku przeprowadzone były przez Dobzhanskiego.